# سهره لایسان
سهرهٔ لایسان (نام علمی: Telespiza cantans) گونه‌ای از سهره‌های عسل‌کش هاوایی است که بومی جزایر شمال غربی هاوایی است. این سهره یکی از چهار سهرهٔ برجای‌ماندهٔ عسل‌خوار هاوایی است و ارتباط نزدیکی با سهره‌های کوچک‌تر نیهوا دارد. سهره لایسان به نام لایسان، جزیره‌ای که در زمان کشف، بومی آنجا بود، نام‌گذاری شده است. متعاقباً به چند جزیره مرجانی دیگر نیز معرفی شد و محدوده تاریخی آن شامل برخی از جزایر اصلی می‌شد.